# حميدان (المخادر)

تعديل مصدري - تعديل

حميدان محلة تابعة لقرية الخرابة، التابعة لعزلة جبل عقد بمديرية المخادر إحدى مديريات محافظة إب في الجمهورية اليمنية، بلغ تعداد سكانها 116 حسب تعداد اليمن لعام 2004.